# Karlheinz Stockhausen

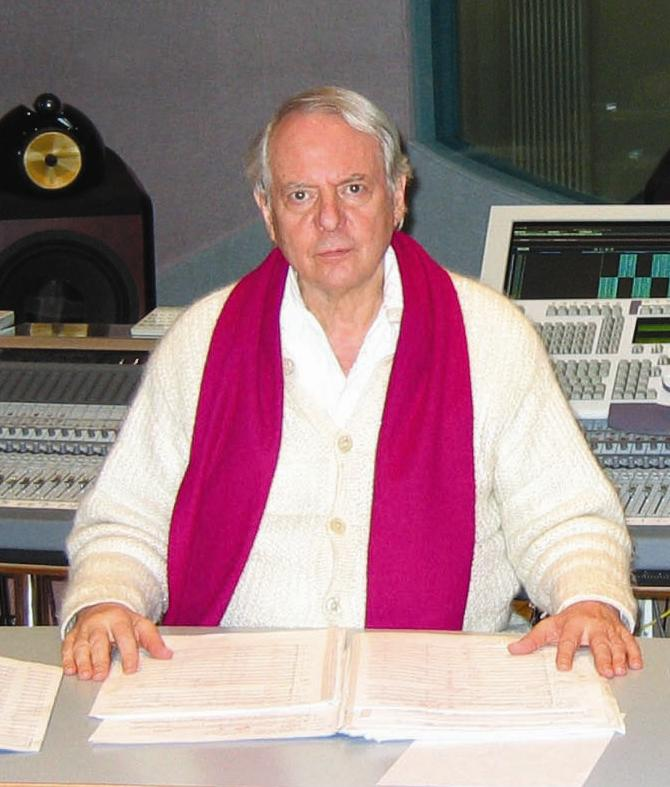

Karlheinz Stockhausen (1928 - 2007) là nhà soạn nhạc người Đức. Ông là nhà soạn nhạc phát triển thể loại nhạc điện tử, một loại nhạc mới xuất hiện vào thế kỷ XX.

## Tiểu sử
Karlheinz Stockhausen sinh ra tại Modrath, gần Köln, Đức. Ông có một thời gian học với thầy F.Martin ở Cologne, sau trở thành môn đệ của Messiaen tại Paris. Stockhausen đi sâu nghiên cứu vào lĩnh vực âm nhạc cụ thể với P. Schaeffer. Ông qua đời năm 2007 tại Kürten.

## Phong cách sáng tác
Ngay từ đầu sự nghiệp, ông dành thời gian sáng tác theo hệ thống seriel, theo những tìm tòi về âm thanh học, đồng thời ông còn gắn bó với studio âm nhạc thể nghiệm ở Cologne do tiến sĩ Eimert chỉ đạo. Phần lớn các tác phẩm của ông chỉ mang tính chất thể nghiệm nên rất khó đánh giá chất lượng. Hơn nữa, tiết nhịp trong tác phẩm của nhà soạn nhạc người Đức rất phức tạp, đồng thời các yếu tố ngẫu nhiên đan xen nhau. Ấy là chưa kể ở nhiều tác phẩm của mình, Stockhausen còn kết hợp những âm thanh truyền thống với những âm thanh ghi được bằng máy ghi âm khiến chúng ta không thể hiểu hết ý nghĩa của chúng. Rõ ràng âm nhạc của Stockhausen có nhiều điều phải bàn cãi.

## Các tác phẩm
Karlheinz Stockhausen đã sáng tác nhiều tác phẩm cho dàn nhạc như bản Kontrapunkte cho dàn nhạc thính phòng (1954), bản Gruppen cho 3 dàn nhạc (1957), bản Kontakte cho băng ghi âm, piano và bộ gõ (1960), bản Stop cho 18 nhạc công chia thành 6 nhóm (1965), 11 tiểu phẩm cho piano, những tác phẩm nhạc điện tử.